# Heyno
Heyno var en svensk präst som åtalade för kätteri i Visby på Gotland år 1393. 
Heyno var kyrkoherde i Visby. 
Han åtalades år 1393 för "andlig brottslighet" (kätteri) av stadens dominikaner och ställdes inför en kyrklig tribunal. Han ska ha påstått att dominikaner och franciskaner, som vid denna tid ansågs höra till kyrkans elit och ofta skötte kätteriprocesser, var dåliga kristna och folkförförare som inte borde få höra bikt. Han menade också att präster som levde i dödssynd inte borde få ge absolution, och att de som hörde en mässa från en sådan präst själva begick en dödssynd. 
Båda anklagelser var allvarliga och gick emot kyrkans dogmer. Heyno suspenderades från sin tjänst som kyrkoherde. Ärendet överfördes därefter till biskopen i Linköping och hans domkapitel för slutgiltig dom. Denna är dock inte känd, och man vet därför inte hur fallet slutade och om Heyno avrättades eller inte.